# PCHA 1919

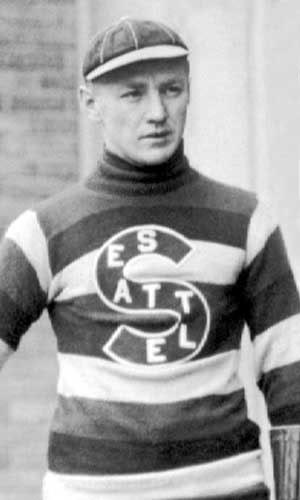
Cully Wilson, här under säsongen 1916–17, bannlystes från ligan efter säsongen efter ett överfall på Vancouver Millionaires center Mickey MacKay.

PCHA 1919 var den åttonde säsongen av den professionella ishockeyligan Pacific Coast Hockey Association och spelades mellan 1 januari och 10 mars 1919.

## Grundserie
PCHA-säsongen 1919 hade Portland Rosebuds lagt ner sin verksamhet men Victoria Aristocrats var tillbaka i ligan vilket betydde att ligan fortfarande utgjordes av tre lag. Cyclone Taylor vann PCHA:s poängliga för femte gången efter att ha gjort 35 poäng på 18 matcher.
Seattle Metropolitans stjärnforward Bernie Morris missade slutspelet och Stanley Cup-finalen då han arresterades av de amerikanska myndigheterna för att ha undvikit att rapportera till militärtjänstgöring. Metropolitans högerforward Cully Wilson bannlystes efter säsongen från PCHA efter ett överfall på Vancouver Millionaires center Mickey MacKay som bröt käkbenet efter att ha träffats av Wilsons klubba.
Vancouver Millionaires vann PCHA:s grundserie efter att ha spelat ihop 24 poäng på 20 matcher men förlorade ligaslutspelets dubbelmöte mot andraplacerade Seattle Metropolitans med den sammanlagda målskillnaden 7-5 efter att först ha förlorat med 1-6 på bortais i Seattle Ice Arena och därefter vunnit returmötet hemma i Denman Arena med 4-1. Seattle Metropolitans avancerade i och med segern till Stanley Cup-final där laget ställdes mot Montreal Canadiens från NHL, ett returmöte från 1917 års Stanley Cup-final. Finalserien jämn och lagen vann varsina två matcher och spelade en oavgjord innan finalserien ställdes in på grund av att flera spelare i Canadiens insjuknat i spanska sjukan. Canadiens back Joe Hall avled i lunginflammation fem dagar efter det att finalen avbrutits.

### Tabell
M = Matcher, V = Vinster, F = Förluster, O = Oavgjorda, GM = Gjorda mål, IM = Insläppta mål, P = Poäng
|                        | M  | V  | F  | O | GM | IM | P  |
| ---------------------- | -- | -- | -- | - | -- | -- | -- |
| Vancouver Millionaires | 20 | 12 | 8  | 0 | 72 | 55 | 24 |
| Seattle Metropolitans  | 20 | 11 | 9  | 0 | 66 | 46 | 22 |
| Victoria Aristocrats   | 20 | 7  | 13 | 0 | 44 | 81 | 14 |

### Målvaktsstatistik
M = Matcher, V = Vinster, F = Förluster, SM = Spelade minuter, IM = Insläppta mål, N = Hållna nollor, GIM = Genomsnitt insläppta mål per match
|               | Lag       | M  | V  | F  | SM   | IM | N | GIM  |
| ------------- | --------- | -- | -- | -- | ---- | -- | - | ---- |
| Harry Holmes  | Seattle   | 20 | 11 | 9  | 1225 | 46 | 0 | 2.25 |
| Hughie Lehman | Vancouver | 20 | 12 | 8  | 1277 | 55 | 1 | 2.58 |
| Tommy Murray  | Victoria  | 20 | 7  | 13 | 1252 | 81 | 2 | 3.88 |

### Poängligan
|                | Lag       | Matcher | Mål | Assists | Poäng |
| -------------- | --------- | ------- | --- | ------- | ----- |
| Cyclone Taylor | Vancouver | 18      | 22  | 13      | 35    |
| Bernie Morris  | Seattle   | 20      | 22  | 7       | 29    |
| Fred Harris    | Vancouver | 20      | 19  | 6       | 25    |
| Frank Foyston  | Seattle   | 18      | 15  | 4       | 19    |
| Mickey MacKay  | Vancouver | 17      | 9   | 9       | 18    |
| Eddie Oatman   | Victoria  | 17      | 11  | 5       | 16    |
| Cully Wilson   | Seattle   | 18      | 11  | 5       | 16    |
| Barney Stanley | Vancouver | 20      | 10  | 6       | 16    |
| Jack Walker    | Seattle   | 20      | 9   | 6       | 15    |
| Lloyd Cook     | Vancouver | 20      | 8   | 6       | 14    |

## Slutspel
| Datum   | Bortalag               | Mål | Hemmalag               | Mål |
| ------- | ---------------------- | --- | ---------------------- | --- |
| 12 mars | Vancouver Millionaires | 1   | Seattle Metropolitans  | 6   |
| 14 mars | Seattle Metropolitans  | 1   | Vancouver Millionaires | 4   |

### Stanley Cup
| Match & Datum | Match & Datum | Hemmalag              | Resultat | Bortalag           | Regler | Plats             |
| ------------- | ------------- | --------------------- | -------- | ------------------ | ------ | ----------------- |
| 1             | 19 mars       | Seattle Metropolitans | 7–0      | Montreal Canadiens | PCHA   | Seattle Ice Arena |
| 2             | 22 mars       | Seattle Metropolitans | 2–4      | Montreal Canadiens | NHL    | Seattle Ice Arena |
| 3             | 24 mars       | Seattle Metropolitans | 7–2      | Montreal Canadiens | PCHA   | Seattle Ice Arena |
| 4             | 26 mars       | Seattle Metropolitans | 0–0      | Montreal Canadiens | NHL    | Seattle Ice Arena |
| 5             | 30 mars       | Seattle Metropolitans | 3–4      | Montreal Canadiens | NHL    | Seattle Ice Arena |